# Zračna luka Malta

Zračna luka Malta (IATA: MLA, ICAO: LMML) jedina je zračna luka u Malti i opslužuje cijeli malteški arhipelag. Smještena je između Luqe i Gudje, oko 5 km jugozapadno od glavnog grada Vallette. Nalazi se na mjestu bivše baze RAF-a Luqe te je u cijelosti preuređena, te postala potpuno operativna 25. ožujka 1992.

## Vanjske poveznice
- http://maltairport.com